# Калифорнийски щатски път 82
Калифорнийски щатски път 82, или за кратко 82 или Магистрала 82, както я наричат българите в Калифорния, (Highway 82, California State Route 82) е щатски път, който минава през Полуострова като Ел Камино Реал и стига до центъра на Сан Хосе, Калифорния в САЩ. Магистрала 82 е дълга 83 км (52 мили).

## Градове
Някои градове, през които преминава 82 от юг на север:
- Сан Хосе
- Санта Клара
- Сънивейл
- Маунтин Вю
- Пало Алто
- Сан Карлос
- Сан Матео
- Бърлингейм
- Милбрей
- Колма
- Дейли Сити
- Сан Франциско